# Tomichia ventricosa
Tomichia ventricosa is een slakkensoort uit de familie van de Pomatiopsidae. De wetenschappelijke naam van de soort is voor het eerst geldig gepubliceerd in 1842 door Reeve.